# 이주철 (배우)
이주철(李住喆, 1960년 3월 16일 ~ 현재)은 대한민국의 배우이다.

## 출연

### 영화
- 1997년 《테러리스트 2》- 도훈 역
- 1996년 《7악동》- 마강식 역
- 1996년 《카리스마》- 황지웅 역
- 1996년 《투캅스 2》- 백곰 역
- 1995년 《애마부인 11》
- 1994년 《두목》- 창기 역
- 1993년 《암흑가의 무소속》- 콘돌 역
- 1992년 《특명 미녀군단》
- 1992년 《늪속에 불안개는 잠들지 않는다》
- 1992년 《황제 오작두》
- 1991년 《탄드라부인》- 주동엽 역
- 1991년 《검은 휘파람》- 짝귀 역
- 1990년 《무》
- 1990년 《남자 시장》
- 1990년 《언제나 그 자리에》
- 1990년 《매춘시대》
- 1989년 《매춘 2》- 파이프 부하들 역
- 1987년 《팔도쌍나팔》

무술연기
- 1997년 《표류일기》

### TV 드라마
- 1995년 SBS 《모래시계》
- 1971년 MBC 《수사반장》

### CF
- OB맥주
- 논노 마르시아노
- 아식스
- 프로스펙스
- 화승 르까프
- 코카콜라
- 롯데칠성음료 칠성사이다
- LG전자 LGVTR
- 오랄비인디케이트 칫솔
- 아모레퍼시픽
- 마스터맨
- 쥬리아화장품

## 외부 참고
- 이주철 - 한국영화 데이터베이스